# Мачерата Кампания
Мачера̀та Кампа̀ния (на италиански: Macerata Campania) е град и община в Южна Италия, провинция Казерта, регион Кампания. Разположен е на 34 m надморска височина. Населението на общината е 10 845 души (към 2011 г.).